# Cuivrerie de Cerdon
La Cuivrerie de Cerdon était une fabrique d'articles de cuivre et maillechort, transformé  en musée de découverte économique relatif au travail du cuivre, situé à Cerdon, dans le département de l'Ain, en Auvergne-Rhône-Alpes.

## Histoire

### Les origines

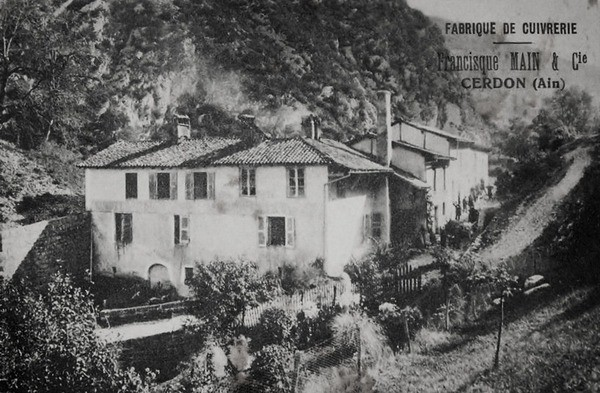

En 1854, le chaudronnier Charles Eugène Main et ses deux fils Joseph et Charles Eugène fondent une cuivrerie dans les locaux d'un ancien moulin à papier installé sur "le ruisseau de la Suisse". Une roue à aubes fait tourner les tourets à polir qui à l'époque, étaient les seules machines, puis une presse à balancier. La fabrication des articles était réalisée sur des "tas" en acier à l'aide de maillets et de marteaux, de tailles et formes variées. En 1860, une deuxième roue à aubes est installée pour entrainer les 6 marteaux du martinet. L'arrivée du balancier à friction et de la machine à emboutir en 1875 marquent l'entrée de la fabrique dans la révolution industrielle. Plateau, aiguières, bouilloires, partent à  pleins bateaux vers l’Algérie, le Maroc et tout l'Orient. Quelques années plus tard, les ouvriers s'adaptent à la nouvelle technique du tour à repousser. La production est décuplée, la forge est agrandie à six fois et demi.
La Cuivrerie de Cerdon a notamment fabriqué en 1871, 300 machines pour la filature de soie de Tomioka (Japon), inscrite au patrimoine mondial de l'Humanité.

### La période glorieuse
Vers 1900, l'usine compte près de 80 ouvriers. Les deux roues à aubes ne suffisent plus, une machine à vapeur entre en fonction. Pendant la Grande Guerre, les effectifs sont amputés, mais les activités de l'export ne faiblissent pas. Un nouvel atelier de repoussage est construit pour 12 tours entraînés par une 3e roue à aubes. En 1924, une presse à emboutir de 150 tonnes arrive des États-Unis. En 3 secondes, elle donne à un disque de métal la forme qu'un homme aurait mis plus de 5 heures à obtenir. Les ouvriers restent sidérés devant de telles possibilités. L'usine fabrique des objets qu'on ne trouve nulle part ailleurs en France, des articles pour l'Orient, des pièces d'orfèvrerie hôtelière, c'est la période glorieuse, l'usine tourne à plein régime.

### La descente aux enfers
En 1936, la crise et l'exode rural entament fortement le potentiel humain de l'entreprise. Pendant la guerre de 39-45, l'atelier travaille plus l'aluminium que le cuivre. En 1950, les ouvriers  ne sont plus que 20. À partir de 1965, c'est la récession, la concurrence étrangère se fait pressante. Les conditions de productivité ne sont plus réunies, le matériel ne peut plus être renouvelé, c'est la descente aux enfers. En 1973, ils ne reste que 10 ouvriers, 3 en 1979. la liquidation de biens est prononcée, l'usine semble définitivement condamnée.

### La reprise et la création du musée

Le logo du musée avant sa fermeture en 2010.

Deux habitants de Cerdon, Maurice Goy et André Lathuilière, reprennent la cuivrerie en main. Ils remettent tout en fonction, dans un esprit plus muséologique que véritablement industriel. La cuivrerie présente son histoire pour promouvoir son avenir à des milliers de visiteurs. Le patrimoine industriel est sauvé, la production reprend. En 1986, année de l'association avec Marleix et Redon, un fabricant de médailles, l'action commerciale s'intensifie. La cuivrerie, avec Prestifrance, devient aussi le fabricant des coupes qui récompensent les sportifs. Les médias français et internationaux s'intéressent aux nouveaux produits touristiques. En 1987, 587 cars et plus de 200 groupes scolaires visitent la cuivrerie et le nouveau Musexpo du cuivre. La SNCF assure le transport par TGV de 400 petits Parisiens pour une journée complète de découverte et de dépaysement. En 1989, Daniel de Bortoli, dinandier d'art, est sacré meilleur ouvrier de France. On peut parler de véritable renaissance de la cuivrerie, qui figure parmi les sites majeurs du tourisme industriel français.
En difficultés financières, la cuivrerie de Cerdon ferme définitivement ses portes fin 2010, aucune solution de reprise n'ayant été trouvée avec les pouvoirs publics.
Le 22 octobre 2013, la totalité de la cuivrerie (bâtiments, installations techniques et mécanismes fixés, système hydraulique) est inscrite par arrêté au titre des monuments historiques.
Le 10 avril 2017, le Département de l'Ain s'est porté acquéreur de la cuivrerie, pour 600 000 euros. Après plusieurs années de travaux, la cuivrerie rouvre finalement au public en octobre 2022,,.

## Fréquentation
Avec 38 523 visiteurs en 2009, la cuivrerie de Cerdon faisait partie des dix sites touristiques les plus visités du département de l'Ain.

## Cinéma
En 1998, Jean Becker a tourné quelques scènes à la cuivrerie, pour son film Les Enfants du marais (sorti en 1999).